# کی۱۲ (کوه)
کی۱۲ (انگلیسی: K12) قله‌ای در کوه‌های سالتورو است که این کوه‌ها زیررشته‌ای از رشته‌کوه قراقروم بوده و در منطقه سیاچن در نزدیکی جامو و کشمیر قرار دارند. نام این کوه در زمان نقشه‌برداری اولیه کوه‌های قراقروم بر روی آن گذاشته شده‌است.
کی۱۲ در جنوب غربی یخچال سیاچن کشیده شده و در دامنه‌های شمال شرقی آن سر برافراشته و این یخچال را تغذیه می‌کند. دامنه‌های غربی آن یخچال‌های بالیفوند، رود دانسام و در نهایت رود سند را تغذیه می‌کند.
به دلیل شرایط ناپایدار سیاسی و حضور نیروهای نظامی در این منطقه، فعالیت‌های کوهنوردی و صعود چندانی بر روی کی۱۲ انجام نشده‌است. نخستین تلاش برای صعود آن در سال ۱۹۶۰ انجام شد و پس از چند تلاش ناموفق سرانجام کی۱۲ در سال ۱۹۷۱ توسط کوهنوردان ژاپنی صعود شد.